# 台南州立教育博物館
台南州立教育博物館は、日本統治下の台湾の台南州台南市にかつて存在した公立博物館である。台湾で最初に開設された博物館でもある。

## 歴史

### 荘雅橋街時代
1901年（明治34年）、日本が台湾の統治を開始してから6年目に、台南県は「北白川宮下湯遺跡」（後の台南神社 ）の隣に台南県博物館の開設を計画し始めた。同年の8月31日、郡令第28号により「台南県博物館規則」と「台南県博物館職員規則」が公布され、博物館を太子街に置き、館長1名、評議員5人、主事3人、書記1人、監守2人、門衛1人、用務員1人をもって設立されることが定められた。 
1902年6月26日、博物館が正式に開館し、一般公開された。同時に、第5号で郡令が「台南博物館規則」に改訂され、博物館を荘雅橋街に置いて名称を台南博物館に変更し、館長1名、主事3名（常勤1名）、書記と看守数人が充てられることが定められた。開館時間は午前8時で、閉館時間は午後5時であった。（なお、11月から3月まで、開閉は1時間遅まる。） 

### 両広会館

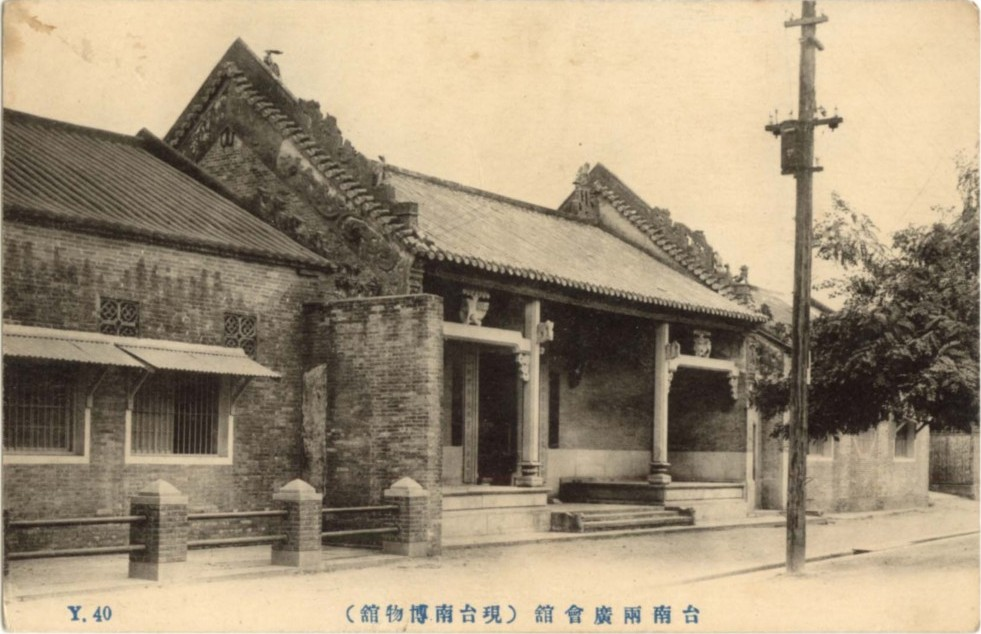
両広会館時代の台南博物館

1922年、台南神社の拡張により、荘雅橋通りにある台南博物館は両広会館に移されて再開され、後に台南州立教育博物館に改名された。1926年に新しい商品展示ホールが完成し、いくつかの展示は新しいホールに移された 。 

### 戦後
第二次世界大戦中、両広会館は連合軍の空襲によって完全に破壊され、その場所は後に商業用地になった。展示品の一部は国立台南第二高級中学に移されて保存された。 台南神社となった荘雅橋街時代の初代博物館跡地は、戦後は忠烈祠、台南市立体育館、市の駐車場および公園用地など用途が変遷していたが、2019年に台南市美術館（2館）として生まれ変わった。

## その他
奇美実業の創設者である許文龍は、子供のころしばしば博物館を訪れ、将来博物館を開くことを決意した。許文龍の決意は、奇美博物館を開設したことによって実現された。奇美博物館と教育博物館の関係を示すために、2014年に奇美博物館が開館した後、国立台南第二高級中学から展示品を借りて最初の特別展「我的夢．阮的夢．咱的夢–奇美博物館的故事」が開かれた。

### 註釈
1. ↑  開業前に行政区分が台南庁に変更された